# 't Amsterdammertje
 't Amsterdammetje is een restaurant in Loenen aan de Vecht. Het restaurant heeft sinds 2011 een Michelinster.